# Mužákův statek
Mužákův statek je historický statek ve Voděradech čp. 2 u Frýdštejna v Českém ráji. Jedná se o klasickou ukázku lidové architektury pojizerského typu poloroubeného domu s pavlačí.

## Historie statku
Mužákův statek je jednou z nejstarších hospodářských usedlostí ve Voděradech. Postaven byl pravděpodobně začátkem 17. století. Statek stojí na místě poplužního dvora, který byl součástí frýdštejnského panství. Již kolem roku 1600 je poplužní dvůr rozdělen na tři části a právě na jedné části vzniká hospodářský statek čp. 2 . Prvními majiteli hospodářství je rod Brožů, kterým statek patřil až do 19. století.
V roce 1822 převzal statek po svém otci tehdejší frýdštejnský rychtář Jan Brož. Ten hned následující rok nechal postavit studnu u statku, zbořil původní statek a začal se stavbou nového. Stavbu však nedokončil, protože velmi mlád v roce 1824 bezdětný umírá.
Vdovu Marii Brožovou roz. Matoušovou si v roce 1831 bere Petr Mužák a statek dokončí do současné podoby.

## Pískovcový portál

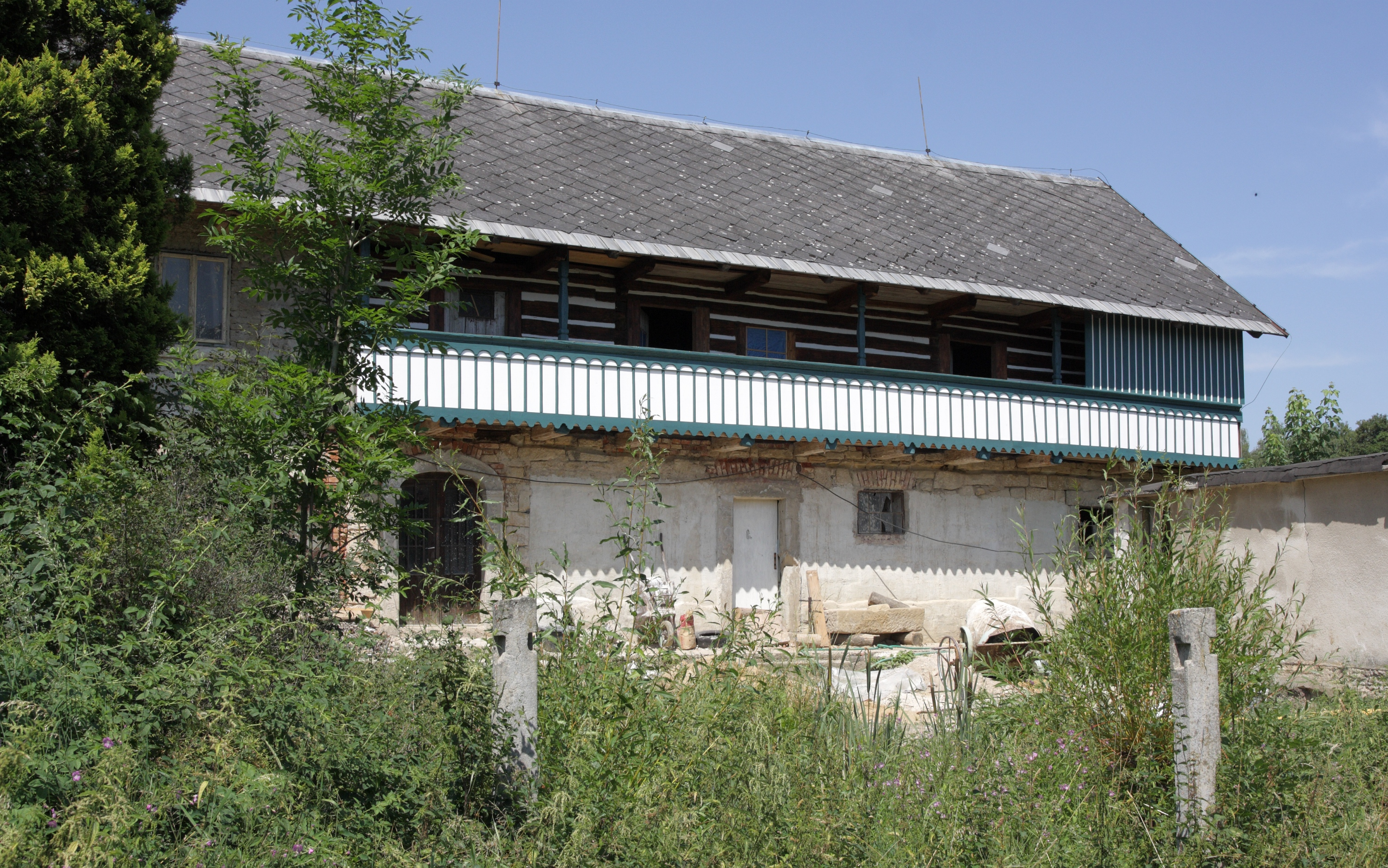
Mužákův statek v roce 2013. Vlevo vchod s pískovcovým portálem.

Pískovcový portál lemující vchod statku je krásnou ukázkou rozvoje severočeského lidového kamenického řemesla. Nápis na oblouku nahradil záznam na záklopovém prkně. Datum stavby 1832, iniciály stavebníka Petra Mužáka PM a číslo domu 2 uprostřed srdce jsou vytesány do klenáku. Celým portálem prochází oblíbený strom života. Pískovcový portál namaloval český malíř a etnograf Josef V. Scheybal. Kresba je součástí expozice Městského muzea v Železném Brodě.

## Osobnosti statku a kulturní život
Deset let před dostavěním školy ve Voděradech roku 1884 fungoval statek jako prozatímní škola, které byla pronajata jedna světnice.
Dcera Petra Mužáka ml. Alžběta se roku 1899 provdala za Viléma Peukerta, ten se na statku kromě zemědělské činnosti věnoval i prodeji školních knih, modlitebních knížek a kalendářů. Aktivní byl též v oblasti peněžnictví – stal se zakládajícím členem a předsedajícím kampeličky ve Voděradech. Spořitelní a záložní spolek pro Voděrady a okolí byl ustavující valnou hromadou založen dne 25. března 1902 a sdružoval celkem dvanáct menších obcí mezi Malou Skalou, Jenišovicemi a Frýdštejnem. Vklady tehdy úročil 4 % a půjčky úrokovou sazbou 5 %. Spolkovou místnost měla tehdy kampelička právě zde na statku.
V roce 1906 se Vilémovi a Alžbětě Peukertovým narodil syn a pozdější další majitel domu, který zde strávil celý život. Jako významný publicista v oboru numismatiky a dlouholetý předseda České numismatické společnosti v Turnově spolupracoval s turnovským Muzeem Českého ráje, kde byl členem vědecké rady. Díky práci v turnovském muzeu se seznámil s Josefem V. Scheybalem, který byl s touto institucí v pravidelném kontaktu.
Mužákův statek ve Voděradech sehrával v rozvoji vesnice důležitou roli. Dával práci a obživu mnoha lidem, což dokládá i deník vedený Vilémem Peukertem si mezi lety 1901 až 1936, kde podrobně zaznamenával, kolik bylo vyplaceno čeledi a přijednanému dělnictvu, jaké byly výdaje a příjmy za dobytek, obilí, ovoce a další.

## Naučná stezka
Od 18. května 2013 je Mužákův statek jedno ze zastavení naučné stezky Jany a Josefa V. Scheybalových. Naučná stezka se věnuje životu a dílu manželů Scheybalových a propojuje region Jizerských hor s oblastí Českého ráje.